# Operatie Repulse
Operatie Repulse was de codenaam voor de bevoorrading van ingesloten Amerikaanse troepen tijdens de Slag om de Ardennen.

## Geschiedenis
Op 23 december 1944 ging de grootschalige bevoorradingsoperatie van start. Als gevolg van het slechte weer en de omsingeling door Duitse troepen, hadden de Amerikaanse soldaten in en rondom Bastenaken een tekort aan voedsel, munitie en medicamenten. Gedurende acht dagen dropten de bevoorradingsvliegtuigen in 2.127 missies voldoende rantsoenen, munitie, kleding, dieselolie en medische spullen. Ook werd er een team chirurgen ingevlogen om de gewonden in Bastenaken te verzorgen. De operatie werd grotendeels uitgevoerd door de US 17th Airborne Division.